# Hypericum kazdaghense
Hypericum kazdaghense är en johannesörtsväxtart som beskrevs av Y. Gemici och E. Leblebici. Hypericum kazdaghense ingår i släktet johannesörter, och familjen johannesörtsväxter. Inga underarter finns listade i Catalogue of Life.